# Rząśnia
Rząśnia – wieś w Polsce położona w województwie łódzkim, w powiecie pajęczańskim, w gminie Rząśnia.
W latach 1975–1998 miejscowość administracyjnie należała do województwa piotrkowskiego. Miejscowość jest siedzibą gminy Rząśnia.

## Części wsi
| SIMC    | Nazwa           | Rodzaj    |
| ------- | --------------- | --------- |
| 0551190 | Gonisko         | część wsi |
| 0551208 | Górka Rząsińska | część wsi |
| 0551214 | Rychłówek       | część wsi |
| 0551220 | Sucha           | część wsi |
| 0551237 | Trzcinica       | część wsi |
| 0551243 | Wykno           | część wsi |
| 0551250 | Zasusze         | część wsi |

## Religia
Na terenie gminy działalność duszpasterską prowadzi Parafia św. Rocha w Rząśni.

## Edukacja
- Zespół Szkolno-Przedszkolny im. Jana Pawła II w Rząśni[6].
- Gimnazjum im. Jana Kochanowskiego w Rząśni.

## Sport
W Rząśni działa Ludowy Klub Sportowy „Czarni” z sekcjami piłki siatkowej i piłki nożnej. W sezonie 2007/2008 siatkarze zajęli 2. miejsce w klasyfikacji końcowej II ligi (3. poziom ligowy).

## Gospodarka
W pobliżu Rząśni działa Strefa Aktywizacji Gospodarczej o powierzchni 10,54 ha.

Galeria
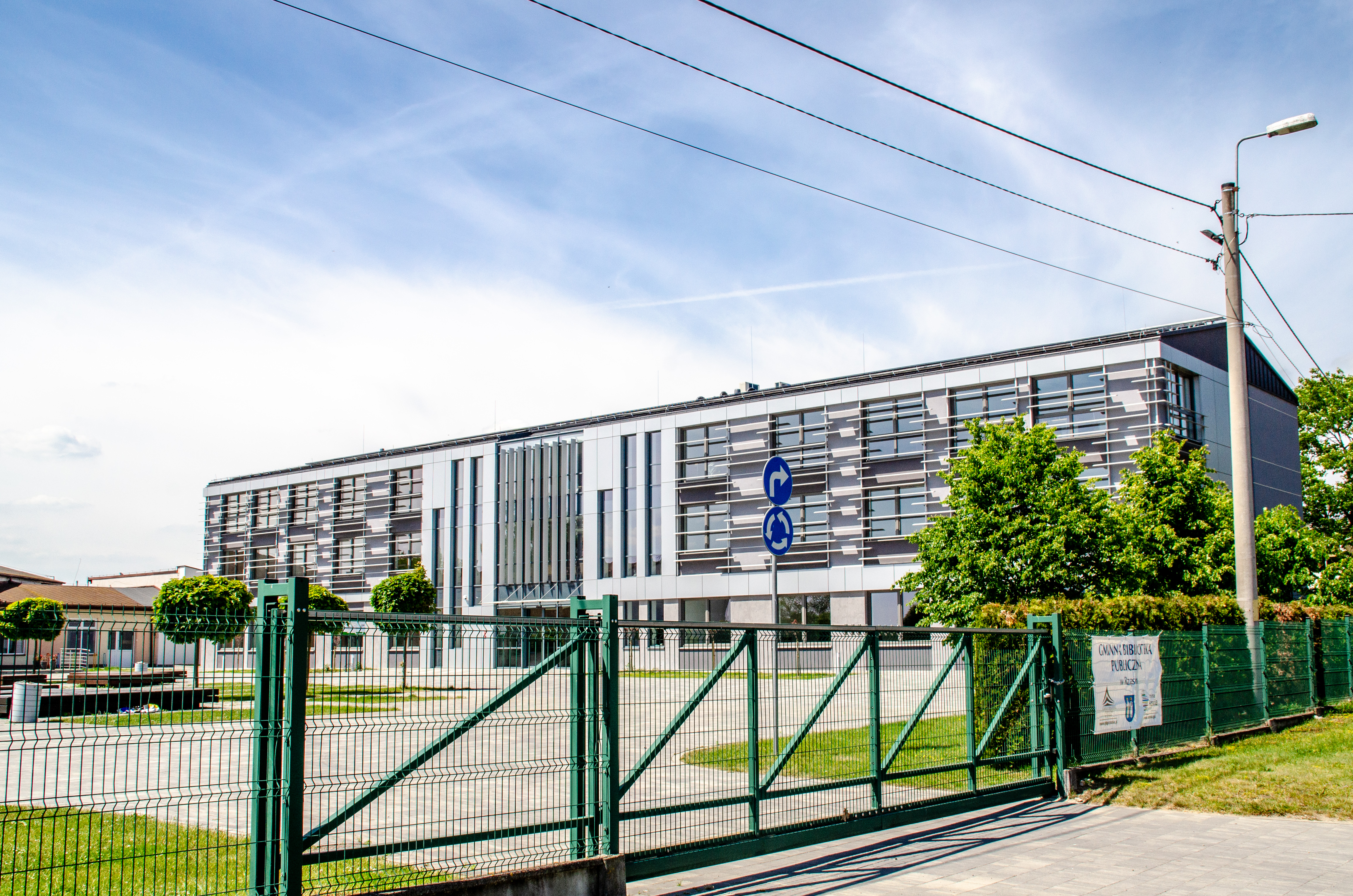
Budynek Urzędu Gminy
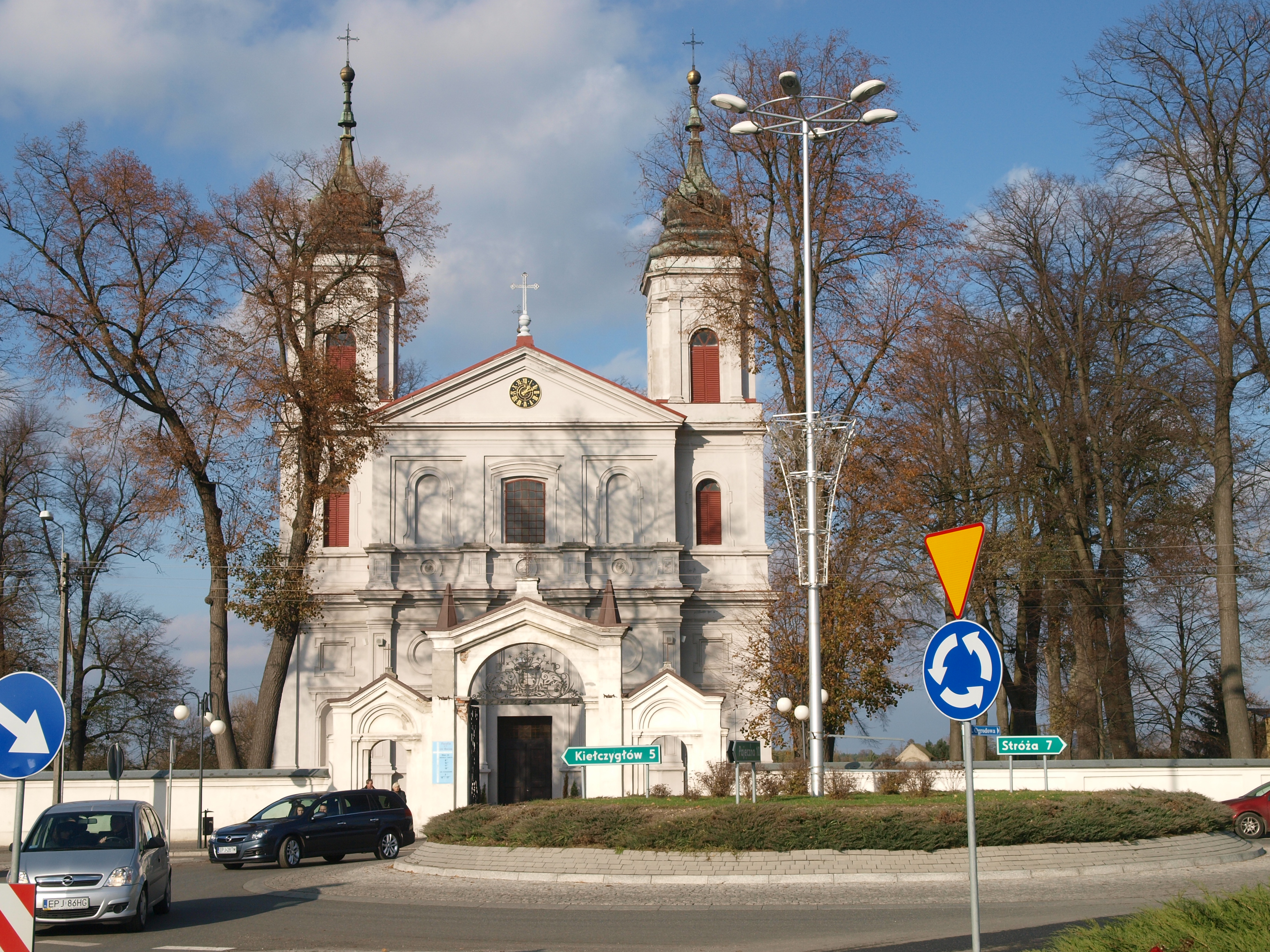
Centrum Rząśni
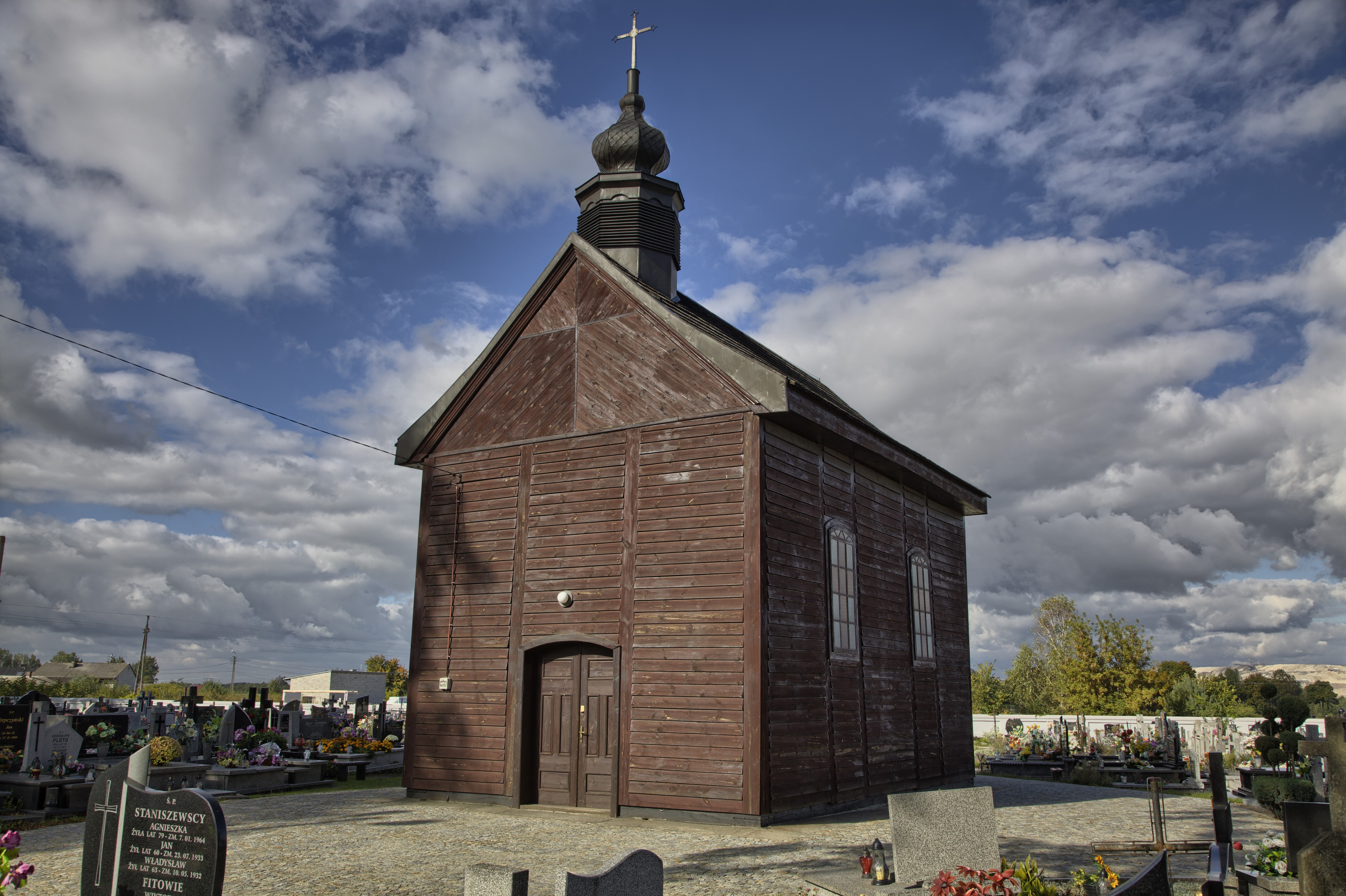
Kaplica pw. Ukrzyżowania Pana Jezusa
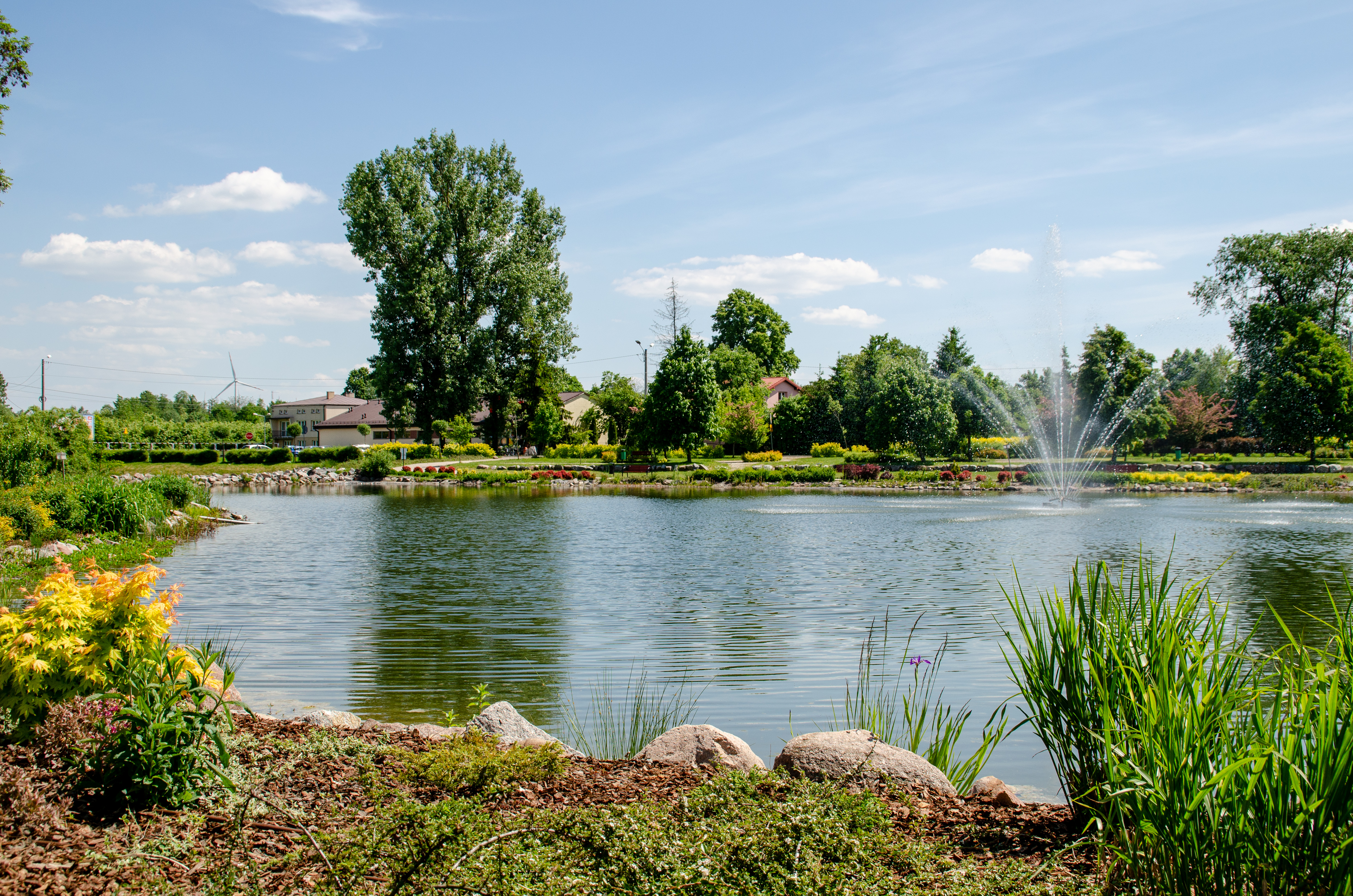
Park 600-lecia